# Castelo Branco (ciutat)
Castelo Branco és un municipi portuguès, situat al districte de Castelo Branco, a la regió del Centre i a la subregió de Beira Interior Sul. L'any 2021 tenia 52.272 habitants.
Limita al nord amb el municipi de Fundão, a l'est amb Idanha-a-Nova, al sud amb Extremadura, al sud-oest amb Vila Velha de Ródão i a l'oest amb Proença-a-Nova i amb Oleiros.

## Freguesies
Les freguesies de Castelo Branco són les següents:
- Alcains
- Almaceda
- Benquerenças
- Cafede
- Castelo Branco
- Cebolais de Cima
- Escalos de Baixo
- Escalos de Cima
- Freixial do Campo
- Juncal do Campo
- Lardosa
- Louriçal do Campo
- Lousa
- Malpica do Tejo
- Mata
- Monforte da Beira
- Ninho do Açor
- Póvoa de Rio de Moinhos
- Retaxo
- Salgueiro do Campo
- Santo André das Tojeiras
- São Vicente da Beira
- Sarzedas
- Sobral do Campo
- Tinalhas

## Il·lustres
- Amato Lusitano - famós metge del Renaixement que va arribar a ser conegut pel seu descobriment de les vàlvules venoses i per escriure Centúrias das Curas Medicinais. També va ser un professor universitari i metge personal del papa Juli III. Per la seva obra, és considerat el príncep de la medicina portuguès.
- Marçal Grilo - va ser ministre d'Educació del XIII govern constitucional liderat per António Guterres.
- Afonso de Paiva - explorador portuguès famós per recollir informació a l'Orient durant el regnat de Joan II de Portugal.
- João Roiz de Castelo Branco - poeta del segle xv. Un dels seus poemes més famosos es troba inscrit al parc de la mateixa ciutat, a Castelo Branco.
- Vasco Lourenço - militar portuguès que va pertànyer a la Comissió Política del Moviment de les Forces Armades en el moment de la Revolució dels Clavells.
- João Filipe Fazendas Vaz - periodista esportiu conegut a Espanya per les seves anàlisis i coneixements del futbol lusòfon.
- Manuel Dias o Manuel Dias el jove (1574 - 1659) jesuïta, matemàtic i astrònom, missioner a la Xina-

## Referències

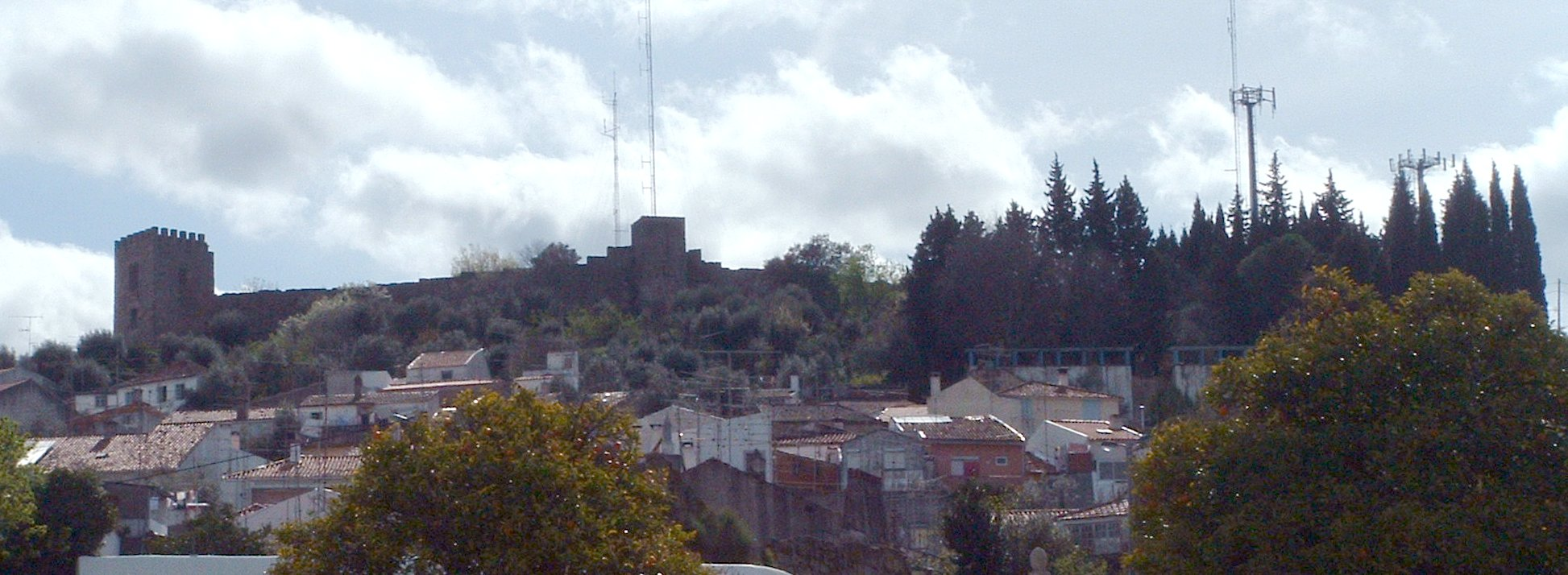
El castell dels Templers